# Тони Амендола
Тони Амендола (на английски: Tony Amendola) (роден на 24 август 1951 г.) е американски актьор и озвучаващ актьор, най-известен с ролята на Джепето в телевизионния сериал Имало едно време и на майстора на Яфа Бра'так в телевизионния сериал Stargate SG-1.

## Биография
Роден и израснал в Кънектикът в семейство от италиански произход, през 1991 г. той има малка роля във филма на ужасите The Headhunter на режисьора Джон Макнотън.
Сред най-известните му филми са Blow, Маската на Зоро и неговото продължение, Легендата за Зоро.
Неговите телевизионни изяви включват Stargate SG-1, Lois & Clark: The New Adventures of Superman, Seinfeld, The Practice, Space: Above and Beyond, Charmed, Досиетата Х, Angel, Наричана още, CSI: Crime Scene Investigation, Стар Трек: Вояджър, Западното крило, Континуум и озвучаването на Spicy City.
Той също се появява в телевизионния сериал Dexter, в ролята на Сантос Хименес.
В телевизионния сериал Имало едно време той играе Джепето/Марко.
Той също така е давал гласа си на няколко видеоигри, включително Call of Duty: Black Ops III от поредицата Call of Duty и Fallout 4.